# Lathi
Lathi fou un estat tributari protegit de l'Índia a l'agència de Kathiawar (prant de Gohelwar), presidència de Bombai, amb una superfície de 109 km² i població el 1881 de 6.804 i el 1901 de 8.831 habitants repartits en 9 pobles. La població el 1931 era de 9.404 habitants. Els ingressos el 1903 eren de 137.500 rúpies. El clima era sec i calorós i el país en part muntanyós i amb terres negres. Productes habituals eren els cereals, la canya de sucre i cotó. L'exèrcit de l'estat era de 79 homes al segle XIX.
Era un estat de quarta classe dels del Kathiawar governat per rajputs gohels descendents de Sarangji, un dels fills de Gohel Sejakji, el comú ancestre de les dinasties de Bhaunagar, Palitana i Lathi (meitat del segle XIII). Els primers quatre thakurs (entre els quals el fill de Sarangji, i el net Nonghanji que governava vers la meitat del segle XIV) van governar Arthila fins que Mandalik de Junagarh va conquerir Arthila vers el 1400 i va matar el thakur Dudoji que llavors governava; els rajputs gohels d'Arthila dirigits pel fill de Dudoji, Limshaji, es van retirar a Lathi.
Un dels thakurs va prometre a la seva filla amb Damaji Gaikwar i li va donar el territori de Chabharia, després anomenat Damnagar, en dot, i a canvi va quedar exempt de tribut, no obstant entregava un cavall cada any, costum que es van mantenir durant el domini britànic. El 1807 va entrar en tractat amb els britànics i el thakur va garantir el manteniment de l'orde al seu territori, assegurant la posició del Gaikwar de Baroda. El 1881 pagava tribut al nawab de Junagarh (200 lliures incloent el cavall de Baroda).
La capital era Lathi a 21° 43′ N, 71° 28′ E / 21.717°N,71.467°E amb una població de 5.997 habitants el 1901.

## Llista de thakurs des del segle XVIII
- Thakur Saheb Shri Jijibawa ?-1750
- Thakur Saheb Shri Lakhaji (fill) 1750-?
- Thakur Saheb Shri Dajiraji (fill)
- Thakur Saheb Shri Takhatsinhji (germà) ?-1878
- Thakur Saheb Shri Sursinhji (fill) 1878-1900
- Thakur Saheb Shri Pratapsinhji (fill) 1900-1918
- Thakur Saheb Shri Pralhadsinhji 1918-1948

## Bandera
La bandera era vermella amb l'escut de l'estat en blanc al centre ocupant 4/5 parts de l'altura del drap.